# مفتاحية
مفتاحية (بالإنجليزية: Keyness)‏ هو مصطلح في علم اللغة يصف نوعية كلمة أو عبارة بكونها «مفتاح» في سياقها. الكلمات المفتاحية هي مواد لها تردد غير مألوف مقارنة بالنص المرجعي.
بالمقارنة مع التلازم اللفظي، الربط النوعي بين كلمتين أو عبارتين عادة ما يفترض أن يكون في غضون امتداد معين بين الكلمتين. المفتاحية هي ميزة نصية وليس لغوية (لذا قد يكون لكلمة معينة مفتاحية في سياق معين بينما لا يكون لها في نص آخر، بينما العقدة أو التلازم اللفظي يكونان موجودين غالباً سوية في النصوص من نفس الصنف لذا فيمكن اعتبار التلازم اللفظي ظاهرة لغوية). مجموعة الكلمات المفتاحية الموجودة في نص معين تتشارك في المفتاحية، فهي كلمات مفتاحية مشتركة. مجموعة الكلمات الموجودة في نفس النصوص ككلمة مفتاحية تدعى مترابطات.